# Gebyog (Karangrejo)
Gebyog is een bestuurslaag in het regentschap Magetan van de provincie Oost-Java, Indonesië. Gebyog telt 2015 inwoners (volkstelling 2010).